# Amigos no por favor
«Amigos no por favor» es el primer sencillo del primer álbum en vivo de la cantante mexicana Yuridia llamado Primera fila (2017). Fue lanzado el viernes 20 de octubre de 2017. Este sencillo al igual que el anterior, fue escrito por José Luis Roma, del dúo Río Roma y producido por Armando Ávila.

## Recepción
El Sol de Puebla describió a la canción como un «tema dedicado a un amor mal correspondido». El Heraldo comentó que la producción «sorprendió por su despliegue artístico y técnico». El diario mexicano Síntesis destacó la «energía, pasión y entrega» que mostró Yuridia durante esta canción. La disquera Sony introdujo a la canción con el comentario «Todos en algún momento hemos estado en esa aterradora friendzone en la que una sonrisa trata de esconder nuestro corazón roto en mil pedazos».
El sencillo logró posicionarse en los primeros lugares en México a pocas horas de su lanzamiento.

## Video musical
El videoclip fue lanzado el 20 de octubre de 2017. El vídeo es parte del álbum CD+DVD Primera fila grabado a mediados de agosto del mismo año. El vídeo recurre por 3 minutos y 40 segundos. En la plataforma de vídeos YouTube, el vídeo alcanzó el millón de visitas en 40 horas. En junio de 2023, el video ya cuenta con más de 638 millones de visitas.

## Posición en listas
| Listas (2017)                 | Posición alcanzada |
| ----------------------------- | ------------------ |
| Monitor Latino General        | 14                 |
| Costa Rica Airplay            | 9                  |
| Monitor Latino General        | 12                 |
| Billboard Pop Español Airplay | 3                  |
| Billboard Mexico Airplay      | 5                  |
| Mexico Airplay                | 5                  |
| Mexico Español Airplay        | 3                  |

## Certificaciones
| Región            | Certificación  | Ref   |
| ----------------- | -------------- | ----- |
| México (AMPROFON) | Diamante + Oro | [ 1 ] |

## Lanzamiento
| País           | Fecha                 | Formato          |
| -------------- | --------------------- | ---------------- |
| México         | 20 de octubre de 2017 | Descarga digital |
| Estados Unidos | 20 de octubre de 2017 | Descarga digital |